# O'Sullivan
O'Sullivan (en irlandés: Ó Súilleabháin), también conocido como Sullivan, es un clan gaélico asentado especialmente en los actuales Condados de Cork y Kerry. El apellido está asociado con la zona suroeste de Irlanda y antes de la invasión normanda se localizaba fundamentalmente en el Condado Tipperary. Es el tercer apellido más frecuente en Irlanda. Debido a la emigración, es también común en Australia, América del Norte, Gran Bretaña y el resto del mundo.
Según la genealogía tradicional, los O'Sullivan descienden de los Cenél Fíngin, una rama de los Eóganacht Chaisil, fundada por Fíngen mac Áedo Duib, rey de Cashel o Munster entre 601 y 618. Más tarde alcanzarían gran influencia bajo sus parientes cercanos, los MacCarthy de Desmond, reino sucesor de Cashel/Munster. El último gobernante independiente del clan fue Donal Cam O'Sullivan Beare, derrotado en la Guerra de los Nueve Años (1594–1603).

## Etimología y ortografía
Ó Súilleabháin se forma a partir del prefijo Ó  (Irlandés antiguo úa) y el genitivo masculino de Súileabhán, con el significado de "hijo de Súileabhán". El genitivo femenino de Súileabhán es "Ní", "hija de Súileabhán".
La etimología del nombre es incierta. Edward MacLysaght afirma en Los Apellidos de Irlanda que "mientras que no hay duda de que la palabra básica es súil (ojo) hay un desacuerdo sobre el significado de la última parte del nombre." Es interpretado como  súildubhán "pequeño de ojos oscuros" por Woulfe en Sloinnte Gaedheal is Gall, de súil "ojo", dubh "negro/oscuro" y combinado con el diminutivo án. Otras interpretaciones sugieren "un sólo ojo" y "ojo de halcón".
El portador original del nombre, Suilebhan mac Maolura, aparece en la genealogía legendaria irlandesa como miembro de la octava generación siguiente a Fíngen mac Áedo Duib y ubicado en el siglo IX.
MacLysaght lista a Mac Criomhthain (MacCrohan) y Mac Giolla Chuda (MacGillycuddy) como ramas notables del Súileabhánaigh en el Condado de Kerry.
O'Sullivan es la anglicanización regular del nombre irlandés. Otras variantes menos comunes son Sullavan, Sullivant, Sillivant, Silliphant, y Sillifant.

### Convenciones nominales
| Varón          | Hija             | Mujer (Largo)         | Mujer (Corto)    |
| -------------- | ---------------- | --------------------- | ---------------- |
| Ó Súilleabháin | Ní Shúilleabháin | Bean Uí Shúilleabháin | Uí Shúilleabháin |

### Sullahan
Algunos O'Sullivan de las midlands y del sur del Ulster era originalmente (O) Sullahan (de Ó Súileacháin, probablemente de súileach, ojos rápidos, según MacLysaght). Este apellido ha pasado a ser Sullivan prácticamente en todos los casos.

## Historia

### Genealogía legendaria
Según la genealogía que aparece en el Leabhar na nGenealach, del siglo XVII, el clan O'Sullivan descendería de los Eóganachta, federación de tribus que daría varios Reyes de Munster (y a través de ellos de los Milesios, Fénius Farsaid y Adán). El fundador legendario del clan, Suilebhan mac Maolura, nació en 862 y era descendiente de la línea de los reyes de Munster, de la dinastía Eóganachta, ocho generaciones después de Fíngen mac Áedo Duib (m. 618).

### Periodo medieval
Tras la conquista normanda en 1169–71, los normandos comenzaron a entrar en Munster en la década de 1180. El clan O'Sullivan fue forzado a abandonar sus tierras ancestrales en el condado de Tipperary en 1193. Dunlong hijo de Giolla Mochoda abandonó en 1196 Tipperary para ir a Kerry.
Se dividieron en varias ramas, destacando:
- O'Sullivan Mór (Mór indicando más grande o más importante) en del sur Kerry, y
- O'Sullivan Beare en la Península de Beara, Cork Oeste y sur de Kerry

La rama cadete de los O'Sullivan Mór es McGillycuddy de los Reeks (Mac Giolla Mochuda). La de los O'Sullivan Beare fueron los Mac Fineen Duff (Mac Fíghin Dúibh), considerada desaparecida actualmente.
El sufijo "Beare" proviene de la península de Beara, que se cree recibió ese nombre por la princesa española Bera, esposa del primer rey de Munster. Los O'Sullivan continuaron siendo acosados por los normandos y buscaron el apoyo de otras familias gaélicas como los MacCarthy y los O'Donoghues. 
Los tres clanes derrotaron a los Normandos en 1261 en la batalla de Caisglin cerca de Kilgarvan, justo al norte de Kenmare. Al año siguiente volvieron a derrotarles, permitiéndoles contener su avance. Estos dos batallas establecieron las fronteras entre los Normandos de norte de Kerry (los Fitzgerald) y las tres familias gaélicas del sur de Kerry y oeste de Cork.

### Comienzos de la Era Moderna
El clan O'Sullivan Beare se dividió nuevamente en 1592. Cuando el jefe Dónal O'Sullivan, fue asesinado en 563 su hijo y tocayo era un niño dos años de edad. Las leyes irlandesas exigían que el título pasara al individuo más capaz de la familia del fallecido, y la decisión fue otorgárselo a Owen, uno de los hermanos del jefe muerto, que se convirtió en Lord de Beare y Bantry. Owen reconoció a la Corona inglesa y fuer armado caballero por la Reina Isabel. 
En 1587 Dónal, ahora con veintiséis años, decidió reclamar el liderazgo del clan. Reclamó sus derechos a las autoridades en Dublín, alegando su condición de primogénito, lo que le otorgaría el derecho a heredar el título de su padre. La Comisión inglesa en Dublín se mostró receptiva, ya que preferían un heredero que cumpliera los requisitos de la ley inglesa. Además, Lord Owen había perdido influencia en Dublín pr su participación en las rebeliones de Desmond. La Comisión falló a favor de Dónal, que era ahora El O'Sullivan Beare. Owen tuvo que conformarse con las isla de Whiddy isla y parte de Bantry. Murió el año siguiente, siendo sucedido por su hijo, otro Owen.
Los O'Sullivan y otros clanes acogieron al joven Gerald FitzGerald, de 12 años, durante la persecución de las tropas inglesas, siendo el último heredero al título de conde de Desmond.
A finales de la década de 1590, el clan Sullivan Mor y sus aliados los McSweenys encabezaron la lucha contra las fuerzas inglesas. Donal, sin embargo, se mantuvo al margen de la lucha hasta que los O'Donnell y los O'Neill de Ulster entraron en la guerra.

### Después de 1600
Hacia 1600 todo Munster estaba en plena revuelta. Como castigo por el apoyo prestado a la rebelión de Desmond, los clanes de Munster perdieron 500,000 acres (2,000 km²) que pasaron a manos de colonos ingleses. Cuando el Conde de Clancarty murió en 1596 sus tierras fueron entregadas también a colonos.
El rey Felipe III de España acordó enviar tropas en ayudas de sus co-religionistas irlandeses a las órdenes de Don Juan del Águila. En lugar de desembarcar en Ulster, como sugería Hugh O'Neill, el líder rebelde, las fuerzas españolas desembarcaron en Kinsale, condado de Cork, para esquivar a los barcos ingleses que patrullaban el Mar de Irlanda. Los agotados y diezmados clanes de Munster apenas pudieron reunir un ejército para unirse a los españoles y a los hombres del Ulster. Los españoles fueron los encargados de guarnicionar los castillos de los O'Driscoll y los O'Sullivan para que estos clanes pudieran liberar hombres para la lucha. El resto de los cuatro mil soldados españoles permaneció en Kinsale a la espera de la llegada de las fuerzas de Ulster.
Donal O'Sullivan Beare recibió el mando de las tropas del Ulster, formadas principalmente por sus hombres y soldados de O'Driscolls, McSweeneys, y O'Connor Kerry. Daniel O'Sullivan Mor sólo pudo contribuir testimonialmente debido a las pérdidas sufridas en años anteriores. Dónal marchó hacia Kinsale con un ejército de mil hombres. Envíe una carta jurando lealtad a Felipe III como su soberano. La carta fue interceptada por agentes ingleses y más tarde utilizada como argumento para denegarle el perdón.
La batalla de Kinsale comenzó al amanecer del 24 de diciembre de 1601 y concluyó en horas con una contundente derrota irlandesa, debido en parte a la reticencia de las tropas española a abandonar Kinsale y a la mala comunicación entre los irlandeses. O'Neill se retiró a Tyrone, mientras que O'Donnell dejó a sus tropas al mando de su hermano y embarcó rumbo a España en busca de apoyos. Juan del Águila capituló ante el comandante inglés Lord Mountjoy. Del Águla accedió a entregar los castillos en su poder, lo que significaba que los O'Sullivan y los O'Driscolls tuvieron que luchar contra los españoles para recuperar sus castillos. Donal O'Sullivan escribió a King Philip quejándose de la actuación de Del Águila, que fue encarcelado a su regreso a España.
Muchos de los miembros del clan O'Sullivan que no habían entrado en combate fueron enviados a la isla de Dursey para mantenerles a salvo. Una fuerza inglesa dirigida por un John Bostock atacó la pequeña guarnición que protegía la isla y masacraron a toda la población, incluyendo mujeres y niños. Lanzaron sus cuerpos, algunos todavía vivos, a las rocas bajo los acantilados de la isla.
La principal fortaleza de O'Sullivan Beare, Dunboy Castle, fue destruido en el Asedio de Dunboy en 1602 y su guarnición ahorcada.
Dónal O'Sullivan y aproximadamente mil seguidores, cuatrocientos soldados y seiscientos civiles iniciaron una larga marcha hacia Leitrim, al castillo de su amigo Ó Ruairc (O'Rourke), con la esperanza de proseguir la lucha junto a O'Donnell y O'Neill.
Carew les declaró proscritos y decretó que cualquiera que les ayudara sería tratado como tal. Durante la marcha de 480 kilómetros fueron atacados por fuerzas inglesas e irlandeses leales a Isabel II. Los campos estaban asolados por la guerra y la hambruna y todo el mundo trataba de sobrevivir. La marcha comenzó el 31 de diciembre de 1602. Un relato detallado del viaje fue proporcionado por Philip O'Sullivan Beare, sobrino de Dónal O'Sullivan.